# Фаттах, Азон Нуртинович
Азон Фаттах (настоящее имя — Азантин Нуртынович Фатахутдинов; 1 апреля 1922, село Шамяк, Татарская АССР — 12 марта 2013, Москва) — советский татарский пианист и композитор. Заслуженный деятель искусств Татарской АССР. Редактор издательства «Музгиз».
Автор опер, музыкальных комедий, музыки к спектаклям и фильмам, более 200 песен, написанных на стихи таких поэтов, как Ахмед Ерикеев, Сибгат Хаким, Ольга Фокина, Михаил Исаковский, Лев Ошанин, Белла Ахмадулина, Андрей Дементьев, Сергей Васильев, Александр Жаров, Вероника Тушнова, Михаил Пляцковский, Анатолий Поперечный, Борис Дубровин, Юрий Воронов, Расул Гамзатов, Вадим Семернин, Владимир Коркин, Виктор Викторов, Александр Коваленков, Валентин Кузнецов, Юрий Полухин и др.
Его песни исполняли Лев Лещенко, Иосиф Кобзон, Владимир Трошин, Ирина Бржевская, Майя Кристалинская, Елена Камбурова, Маргарита Суворова, Стахан Рахимов, Алла Иошпе, Гелена Великанова, Эльмира Жерздева, Владимир Трощинский, Андрей Безверхий и другие звёзды советской эстрады.

## Биография
Родился 1 апреля 1922 года. В документах датой рождения указано 6 сентября 1923 года, но это является ошибкой, в этот день он был зарегистрирован по месту жительства. Родители — крестьяне из Казанской губернии Нуртын и Гаяна Фатахутдиновы, бежавшие в Москву от голода в 1922 году, не зная русского языка.
Детство и молодость прошли в Москве, в районе Сокольники. С 1936 года являлся болельщиком ПФК ЦСКА, с 14 лет начал посещать матчи и тренировки любимой команды и приходил поддерживать её на стадион до 1993 года.
В 1940 году окончил школу № 370 имени А. С. Пушкина и музыкальную школу Железнодорожного района Москвы по классу фортепиано (преподаватель Нина Абрамовна Владимирова).
Во время Великой Отечественной войны сражался на Волховском фронте. Ушёл на фронт в октябре 1941 года. Получил звание лейтенанта. Тяжело ранен в апреле 1944 года.
1945 году восстанавливается на месте учёбы — в Музыкальном Училище имени Гнесиных (поступил в 1940 г., но из-за войны успел закончить только первый курс). За год до окончания перешёл в только что открывшийся Институт имени Гнесиных по личному приглашению заведующего кафедрой истории и теории музыки института, профессора Сергея Сергеевича Скребкова. В 1952 году окончил историко-теоретический факультет Института имени Гнесиных под руководством профессора Генриха Ильича Литинского. Тема дипломной работы — «Назиб Жиганов. Сюита на татарские темы».
В 1945—1947 гг. — преподаватель и концертмейстер музыкальной школы Железнодорожного района Москвы.
В 1952—1954 гг. — преподаватель Казанского музыкального училища.
В 1954—1960 гг. — редактор и корректор издательства «Музгиз».
В 1955 году во время эфира с Индирой Ганди на «Зарубежном радио» прозвучала песня А. Фаттаха «Индийским друзьям» на стихи Ахмеда Ерикеева. Лидер Индии особо отметила эту песню, и даже занесла её текст в свою записную книжку.
В 1957 году Азон Фаттах становится лауреатом Всесоюзного и Международного конкурсов с песней «Фестивальная». В качестве награды Азону была вручена путёвка в Дом Творчества Композиторов «Руза». С этого момента он почти ежегодно приезжал в Рузу, где жил и работал каждое лето.
В 1958 году принят в Союз Композиторов СССР.
В 1960—1970-е годы активно гастролировал с авторскими концертами в Варшаве, Москве, Санкт-Петербурге, Казани, Сочи, Новороссийске, Геленджике, Анапе, Туапсе, Тюмени, Абакане и других городах. Премьеры его сценических произведений регулярно проходили в Москве, Санкт-Петербурге и Казани.
С 1960-х годов сотрудничал с оркестрами Юрия Силантьева, Вячеслава Мещерина, Бориса Карамышева.
В 1960-х годах работал со студией имени Довженко в Киеве, написал музыку к трём фильмам режиссёра Евгения Шерстобитова.
С начала 1960-х годов до 1991 года ежегодно на Всесоюзном радио 6 сентября отмечался его официальный день рождения и проходил радио-концерт из его произведений.
В 1970-х годах написаны все три оперы Фаттаха — «Джамиля», одноактная детская «Братец Кролик» (1975) и неоконченная «Кровь, винтовка и любовь». Помимо опер создана большая серия музыки к спектаклям для театров Москвы и Казани, а также ряд музыкальных комедий, самая известная из которых — «Крылатые» (1960, Мензелинский татарский драматический театр).
В 1977 году на телевидении выходит передача «От всей души», в начале которой в исполнении Льва Лещенко звучит песня Фаттаха «Приветливые светлые реки».
В 1989 году песня Фаттаха «Трое нас» на стихи Юрия Воронова была напечатана в сборнике «Песни радио, кино и телевидения. Выпуск 85» вместе с двумя композициями Пола Маккартни и Джона Леннона — «Не покидай» и «В моей жизни» (перевод с английского М. Пляцковского и К. Сигуры).

## Военные годы
Ушёл на фронт 16 октября 1941 года. Воевал на Волховском фронте до весны 1944 года. На войне ему случайно удалось встретиться и пообщаться с известным татарским поэтом Мусой Джалилем, который вскоре был взят в плен и погиб. Азон Фаттах был ранен 5 апреля 1944 между городами Псков и Остров осколками миномётного снаряда в обе ноги, в результате образования газовой гангрены ему пришлось ампутировать коленную чашечку правой ноги. Проходил длительное лечение в госпиталях Пскова, Ленинграда, Горького и Москвы, стал инвалидом II группы. Закончил войну в звании лейтенанта. Награждён Орденом Отечественной войны I степени, боевыми и юбилейными медалями.

## Творчество
Азон Фаттах наиболее известен как композитор-песенник. Главными чертами стиля Фаттаха являются яркий мелодизм, красочные гармонии и опора на интонации татарской народной музыки. Своей задачей Азон называл развитие татарского тематизма и приближения его к высотам лирики в творчестве романтиков. Своими любимыми композиторами и учителями он считал Моцарта, Шуберта, Шопена, Грига, Римского-Корсакова и Рахманинова. В его произведениях также слышно влияние татарских композиторов Салиха Сайдашева и Назиба Жиганова.
Самые известные песни Фаттаха — получившая огромную популярность «Хороши вечера на Оби» (стихи — Вадим Семернин), а также «Нет на свете дальних стран» (Александр Коваленков), «Индийским друзьям» (Ахмед Ерикеев), «Насмотрись, зорька, в реченьку» и «Здравствуй, речка Паленьга» (Ольга Фокина). Музыка из кинофильмов также обретала самостоятельную жизнь — получили широкую известность песни «Было время грозовое» из к/ф «Мальчиш-Кибальчиш», «Как нам без моря прожить» из к/ф "Юнга со шхуны «Колумб» и «Песенка туристов» из к/ф «Акваланги на дне». Всего им создано более 200 песен на тексты на русском и татарском языках.
Главным и наиболее ценным элементом музыки Фаттах всегда считал красивую и развитую мелодию и признавал только классическую гармонию. Поэтому он не принимал авангардные течения и произведения авторов, создающих атональную музыку. Прохладно Азон относился и к джазу, хотя некоторые джазовые гармонии и приёмы присутствуют в ряде его произведений. Также он негативно оценивал западную эстрадную и рок-музыку.

## Звания и награды
- Заслуженный деятель искусств Татарской АССР (1983)
- Лауреат VI Всемирного фестиваля молодёжи и студентов «За мир и дружбу» (1957)
- Лауреат Международного конкурса (1957)
- Лауреат Всесоюзного фестиваля-конкурса советской молодёжи (1957)

## Семья
Жена — Елена Анучина (1927—2019) — работник Музея Изобразительных Искусств имени Пушкина. Вышла замуж за Фаттаха в 1947 году.
Сын — Александр Фатахутдинов (1946—2016) — работник Московского Института Химического Машиностроения и известный голубевод. Участник операции «Дунай» 1968 года в Чехословакии.
Дочь — Елена Фатахутдинова (р. 1959), пианистка, концертмейстер в Московской Консерватории. Ученица профессора Татьяны Петровны Николаевой.
Внук — Роман Чистяков (р. 1991), пианист и музыковед, выпускник МГИМ имени Шнитке и ГСИИ. Лауреат Международных конкурсов.
Внучка — Ольга Бендицкая (р. 2002), флейтистка. Лауреат Международных конкурсов.
Сам Азон был старшим в семье, у него четыре младшие сестры: Нурсейла (1924—2017), Рахимя (1926—2015), Розия (1932—2006) и Галина (р. 1937).

## Политические взгляды
Несмотря на тесные связи с комсомольскими организациями, которые высоко ценили талант Фаттаха, организовывали его концерты и помогали с публикацией сочинений, композитор критически оценивал политику Коммунистической партии. В 1991 году с большим воодушевлением принял приход к власти Бориса Ельцина, был активным сторонником и поддерживал его на выборах 1991 и 1996 годов. Однако с конца 1990-х годов политические взгляды композитора сдвинулись в сторону левой идеологии.

## Увлечения
- Азон Фаттах был преданным и страстным болельщиком ПФК ЦСКА с 1936 года, регулярно посещал домашние матчи команды до 1993 года. Общался с такими легендарными футболистами, как Григорий Федотов и Всеволод Бобров.
- С 1980-х годов Фаттах симпатизировал американской хоккейной команде «Детройт Ред Уингз» и активно следил за её выступлениями в «Национальной хоккейной лиге».
- Также Азон был заядлым рыболовом и любителем резьбы по дереву.

## Смерть
Азон Фаттах был госпитализирован 5 марта 2013 года в 51-ю больницу Москвы с диагнозом «ишемический инсульт». 12 марта в 01:30 он умер, не приходя в сознание.
Прощание состоялось 15 марта в Митинском крематории. 24 апреля похоронен на Введенском кладбище, участок № 11. 30 июня 2013 года на могиле установлен памятник.

## Фильмография
- 1963 — Юнга со шхуны «Колумб»
- 1964 — Сказка о Мальчише-Кибальчише
- 1965 — Акваланги на дне

## Авторские сборники
- Азон Фаттах. Песни для голоса с сопровождением фортепиано. «Советский композитор», 1957 г.
- Песенки о деревьях. Для детей младшего возраста. Стихи И. Токмаковой. «Музыка», 1965 г.
- Пусть расцветает земля наша (на татарском языке). Казань, 1963 г.
- Народная музыка Татарии в обработке для аккордеона и баяна. «Музыка», 1972 г.
- Десять родников (на татарском языке). Казань, 1973 г.
- Азон Фаттах. Песни для голоса в сопровождении фортепиано (баяна). «Советский композитор», 1973 г.
- Азон Фаттах. Песни для голоса в сопровождении фортепиано (баяна). «Советский композитор», 1983 г.
- Труби, трубач! Песни для детей среднего и старшего школьного возраста. «Советский композитор», 1986 г.

### Сборники с большой долей песен А. Фаттаха
- Песни татарских композиторов на стихи Ахмеда Ерикеева. «Советский композитор», 1962 г. 7 песен Фаттаха из 15 в сборнике.
- О любви. Песни на стихи Вадима Семернина. «Советский композитор», 1971 г. 8 песен Фаттаха из 26 в сборнике.

## Известные песни
- А всё ж пойду (Н.Груздева)
- Баллада о берёзе (О.Фокина)
- Было время грозовое (В.Коркин) из к/ф «Сказка о Мальчише-Кибальчише»
- В краю родном (А. Ерикеев)
- Вечерняя лирическая (С.Муратов)
- Грустная песенка (О.Фокина)
- Для тебя любовь — только шуточки (В.Семернин)
- Женский голос (Е.Винокуров)
- Звёздная дорога (Р.Селянин)
- Здравствуй, речка Паленьга (О.Фокина)
- Индийским друзьям (А.Ерикеева, перевод — Я.Козловский)
- Как нам без моря прожить (В.Коркин) из к/ф "Юнга со шхуны «Колумб»
- Колыбельная (В.Семернин)
- Кукушка (Ю.Полухин)
- Лебеди-берёзы (В.Семернин)
- Ленин на параде (В.Викторов)
- Лесник (Н.Груздева)
- Любовь опоздала (В.Кузнецов)
- Маленький мордвин (В.Семернин)
- Матери (Р. Гамзатов, перевод Я. Козловского)
- На Оленьей улице (А.Поперечный)
- Насмотрись, зорька, в реченьку (О.Фокина)
- Нет на свете дальних стран (А.Коваленков)
- Одуванчик (Ю.Полухин)
- Ой, хорошо (Полетел снежок над Обью) (В.Семернин)
- Обняла нас тишина (А.Ерикеев)
- Песенка туристов (В. Коркин) из к/ф «Акваланги на дне»
- Песня о Дёме (А. Ерикеев)
- Уезжая учиться в Москву (О.Фокина)
- Фестивальная (А.Ерикеев, перевод — А.Досталь)
- Хороши вечера на Оби (В.Семернин)
- Это решено (В.Семернин)
- Я стою у реки (Ю.Полухин)